# Хейенорт, Жан ван
Жан ван Хейенорт (нидерл. Jean Van Heijenoort; 23 июля 1912, Крей, Франция — 29 марта 1986, Мехико, Мексика) — французский учёный и политический активист, историк математической логики, деятель французского и американского троцкистского движения, секретарь Льва Троцкого в 1932—1939 годах.

## Биография

### Детство и юность
Полное имя — Жан Луи Максимилиан ван Хейенорт. Родился в городе Крей в рабочей семье: отец, Ян Теодор Дидье ван Хейеноорт, — голландец, эмигрировавший во Францию; мать — Шарлотта Элен Баланьи. Начало мировой войны связано для Жана со смертью отца в сентябре 1914 года, и французским шовинизмом в отношении людей с немецкими и голландскими фамилиями. Жан рос в довольно трудных условиях в очень бедной семье. В 1919 году его мать вновь выходит замуж — за Жака Доре, повара в отеле, в котором она работала горничной. В 1920 году на свет появилась сводная сестра Жана — Полетт. Часть своего детства Жан провел с сестрой своей матери Анжелой — строгой вдовой-католичкой, растившей двух дочерей.
Жан был лучшим в своё классе учеником. После окончания начальной и средней школы в Крей и Сен-Квентине, куда семья переехала в 1923 году, он поступил в колледж в городе Клермон, где начинает серьёзно изучать математику, философию, физику, химию, латинский, греческий и немецкий языки, а также французскую литературу. Много читая, он, кроме того, занялся самостоятельным изучением русского языка. Закончив в 1930 году школу, он отправляется Париж, где поступает в знаменитый Лицей Сент-Луи (фр. Lycée Saint-Louis) для изучения математики. в 1932 году он прерывает своё образование — его начинает тяготить французская образовательная система, и он начинает рассматривать для себя необходимость революционной борьбы против существующего общества.

### В троцкистском движении
Ещё в возрасте 15 лет будучи учеником колледжа в Клермоне Жан вступает в молодежную коммунистическую группу, а после переезда в Париж уже студентом лицея увлекается троцкизмом. В 1931 году он знакомится с Иваном Крайпо, одним из лидеров французского троцкистского движения. В 1932 году Жан присоединяется к Коммунистической лиге, французской секции Международной левой оппозиции. Осенью 1932 года Раймон Молинье предлагает кому-нибудь из членов Коммунистической лиги, знающих французский и русский языки, отправится ко Льву Троцкому для помощи в работе с корреспонденцией. Хейеноорт соглашается с предложением, и 20 октября 1932 года прибывает на остров Принкипо, где Троцкий с 1929 года живёт в изгнании. Хейеноорт становится личным секретарем Троцкого и находится рядом с ним с небольшим перерывом до ноября 1939 года.
Вскоре после прибытия на Принкипо Хейенорт вместе с Троцким и Наталей Седовой отправляется в поездку в Копенгаген (через Марсель), а затем сопровождает Троцкого в его передвижениях по другим странам эмиграции: Франции, Норвегии и Мексике. Ни один из других секретарей не был с Троцким так долго. На основе своей работы рядом с ним, Хейеноорт написал книгу воспоминаний «С Троцким в изгнании: от Принкипо до Койоакана» (1978).
В 1939 году Хейенорт переехал в Нью-Йорк со своей второй женой Беатрис Гайер. Там работал вместе с Социалистической рабочей партией США, и писал статьи для американской троцкистской и другой радикальной прессы. В 1940 году был избран в Международный секретариат Четвертого интернационала, однако оставил этот пост, когда Феликс Морроу и Альберт Голдман, с которыми у него была общая позиция, вышли из СРП и вступили в Рабочую партию. В 1947 году Хейеноорт был исключен из СРП, и в 1948 году опубликовал статью, подписанную именем Jean Vannier, в которой раскритиковал идею марксизма, что пролетариат есть современный революционный класс. 
В период маккартизма ван Хейенорт подвергся преследованиям, как и многие другие бывшие и действующие активисты революционных организаций. Однако серьёзного давления на него не было, так как все публикации в леворадикальных изданиях он осуществлял под разными псевдонимами.

## Научная деятельность
После защиты в 1949 году диссертации (Ph. D. in mathematics) в Нью-Йоркском университете, Хейенорт начинает преподавать математику. Находясь под влиянием выдающегося логика Джорджа Крейзела, Хейенорт в своих уроках выделяет логику и философию математики. Он начинает преподавать философию сначала в Колумбийском университете, а затем в Университете Брандейс с 1965 по 1977 год. Последние 10 лет жизни он преподавал в Стэнфордском университете, где написал и издал 8 книг. В числе изданных им книг было собрание сочинений Курта Гёделя.
Книга Хейнеорта «Source Book» («Книга основ») 1967 года, — наверное, наиболее известная из когда-либо опубликованных книг по истории логики и основаниям математики, — является антологией переводов. В ней впервые представлен полный перевод сочинения Готлоба Фреге «Begriffsschrift» («Понятийное письмо», 1879) и 45 других известных кратких выдержек из работ по математической логике и аксиоматике теории множеств, написанных между 1889 и 1931 годом — годом написания классической гёделевской статьи о непротиворечивости арифметики Пеано. Практически все из текстов, переведенных в «Книге основ», было крайне трудно найти в лучших североамериканских университетских библиотеках. Даже в Библиотеке Конгресса до 1964 года не было копии книги «Begriffsschrift». Все отрывки работ, находившиеся в книге, были переведены на 6 европейских языков. «Книга основ» являлась несомненным шагом вперед во взглядах на современную логику начиная с «Begriffsschrift».

## Избранные работы

### Научные работы
- J. Van Heijenoort. Logic as Language and Logic as Calculus (1967).
- J. Van Heijenoort. Selected Essays. — Napoli: «Bibliopolis», 1985.

### Воспоминания
- J. Van Heijenoort. With Trotsky in Exile: From Prinkipo to Coyoacan. — Harvard Univ. Press, 1978.

### Редакторская работа
- From Frege To Gödel: A Source Book in Mathematical Logic, 1879—1931. — Harvard Univ. Press, 1967.
- Kurt Gödel: Collected Works. Vol. I. — Oxford Univ. Press, 1986.
- Kurt Gödel: Collected Works. Vol. II. — Oxford Univ. Press, 1990.
- Jacques Herbrand: Ecrits Logiques. — Presses Universitaires de France, 1968.
- Leon et Natalia Trotsky: Correspondance 1933—38. — Paris: «Gallimard», 1980.

### Переводы на русский язык
- Хейенорт Ж. ван. Ф. Энгельс и математика // «Природа». — 1991. — № 8. — Сс. 90—105.